# 懿园
懿园又名懿园宅，是位于上海市徐汇区建国西路500-506弄的一处花园式里弄住宅群，东临建业里，南至建国西路，总占地面积1.53公顷。

## 历史
懿园建于1941年，由中国农工银行投资建造，1985年又加建了两幢五层住宅。1994年，懿园入选第二批上海市优秀历史建筑。2003年，徐汇区文化局又将其公布为徐汇区登记不可移动文物。现为普通民居。

## 建筑特色
懿园总占地面积1.53公顷，包含57个单元，其中506弄建筑面积8340平方米。懿园是典型的后期花园式里弄住宅，此类住宅在总平面布置上具有一般里弄的行列式布局，住宅标准则接近独立式花园住宅。其总弄宽6米，支弄宽4.5米，显得较为宽敞，便于汽车通行。
弄内的建筑均为三层，结构为砖木结构，建筑风格为西班牙风格或英国乡村风格。建筑立面材质为粉色拉毛水泥，屋面材质为筒瓦。建筑采用方形窗户，窗间设置螺旋形柱，具有西班牙风格的特点。
懿园内每单元均设有庭院，大多数设有汽车间，弄内的绿化小品是其特色之一。